# Sustituibilidad
La sustituibilidad por el lado de la demanda refleja la capacidad y disposición de los consumidores a sustituir un producto por otro en respuesta a un cambio en el precio relativo. Si una empresa eleva unilateralmente el precio de sus productos y existen otros bienes sustitutivos, la respuesta de los consumidores al encarecimiento del producto será la de dirigir su demanda hacia los bienes alternativos, de manera que probablemente la estrategia de la empresa no será rentable en el largo y plazo y tendrá que fijar de nuevo unos precios competitivos. La existencia de bienes sustitutivos actúa como restricción efectiva al comportamiento de la empresa en el mercado, lo que lleva a la conclusión que tales bienes forman parte del mismo mercado relevante que el bien comercializado por la empresa considerada.
Pero incluso cuando no hay productos alternativos a los que los consumidores puedan redirigir su consumo, una empresa puede ver restringido su comportamiento por otro tipo de fuerzas competitivas que actúen también con cierta inmediatez. La respuesta a la
elevación de precios de la empresa puede provenir del lado de la oferta, esto es, de otros productores cuya reacción constituya también una restricción al comportamiento competitivo de la empresa considerada.
La sustituibilidad de oferta constituye una restricción competitiva que debe ser tenida en cuenta en cualquier análisis de competencia. La cuestión es cuándo y en qué forma debe considerarse. Son tres las respuestas posibles:
a. En la propia definición del mercado relevante.
b. Al identificar a los competidores, una vez que se ha establecido cuál es el mercado y antes de atribuir cuotas de mercado.
c. En el análisis de la competencia potencial.
- Datos: Q6136470